# UGK
UGK est un groupe de hip-hop américain, originaire de Port Arthur, au Texas. Le groupe est formé en 1987 par Chad « Pimp C » Butler, qui sera rejoint par Bernard « Bun B » Freeman, qui deviendra son collaborateur. Ils publient leur premier album Too Hard to Swallow, en 1992, suivi de plusieurs autres qui atteindront les classements Billboard 200 et Top R&B/Hip-Hop Albums, comme l'album Underground Kingz qui sera classé premier au Billboard 200 en août 2007. Pimp C fonde UGK Records à la fin de 2005. Le 4 décembre 2007, Pimp C est retrouvé mort dans une chambre d'hôtel à West Hollywood, en Californie.

## Biographie
En 1992, UGK signe un contrat de cinq albums au label Jive Records, et publie son premier album Too Hard to Swallow le 10 novembre 1992,. Composé de plusieurs nouveaux titres, l'album contient également des titres issus de The Southern Way. Cependant, d'autres titres devaient être inclus, mais ont été retirés à la dernière minute. Cinq de ces titres sont publiés quelque temps avant Too Hard to Swallow, dans un EP distribué par Bigtyme Recordz sous le titre de Banned. Leur deuxième album, Super Tight, est publié deux ans plus tard, le 30 août 1994. Contrairement à son prédécesseur, Super Tight parvient à atteindre le Billboard 200, plus précisément la 95e place ; leur troisième album, Ridin' Dirty, atteint la 15e place.
L'année 2000 profite au groupe. UGK participe au titre Big Pimpin' de Jay-Z et à Sippin' on Some Syrup des Three 6 Mafia. Le 13 novembre 2001, le groupe publie son quatrième album, Dirty Money, qui atteint la 18e place du Billboard 200. 
Des problèmes commencent réellement à faire surface lorsque Pimp C est accusé d'agression par arme à feu, et incarcéré en 2002. Durant son incarcération, Bun B assume seul le nom des UGK et participe aux chansons d'autres musiciens. Le 30 décembre 2005, Pimp C est libéré sur parole jusqu'en décembre 2009,.
UGK est dissous après le décès de Pimp C, dans un hôtel de Los Angeles, le 4 décembre 2007.

## Discographie

### Albums studio
- 1992 : Too Hard to Swallow
- 1994 : Super Tight
- 1996 : Ridin' Dirty
- 2001 : Dirty Money
- 2007 : Underground Kingz
- 2009 : UGK 4 Life

### EP
- 1988 : The Southern Way
- 1992 : Banned

### Compilations
- 2002 : Side Hustles
- 2003 : Best of UGK
- 2004 : Jive Records Presents: UGK Chopped and Screwed